# Saint-Julien-de-l'Escap
Saint-Julien-de-l'Escap är en kommun i departementet Charente-Maritime i regionen Nouvelle-Aquitaine i västra Frankrike. Kommunen ligger  i kantonen Saint-Jean-d'Angély som ligger i arrondissementet Saint-Jean-d'Angély. År 2022 hade Saint-Julien-de-l'Escap 857 invånare.

## Befolkningsutveckling
Antalet invånare i kommunen Saint-Julien-de-l'Escap
Referens:INSEE